# José Ferreira Anjo Coutinho
José Ferreira Anjo Coutinho (Rio de Janeiro, 27 de agosto de 1845 – Rio de Janeiro, 31 de julho de 1935) foi um médico brasileiro.
Foi eleito membro da Academia Nacional de Medicina em 1885, ocupando a Cadeira 11, que tem Antônio Austregésilo como patrono.
Entre 1873 e 1880, participou das campanhas de combate à febre amarela na capital do Império brasileiro.
Cofundador da Liga Brasileira contra a Tuberculose, criada em 4 de agosto de 1900.